# 桑原立
桑原 立（くわばら りゅう、1984年6月26日 - ）は、日本のラグビーユニオン指導者。2024年度・2025年度の高校ラグビー日本代表を務める。

## 略歴
出典：
愛知県出身。愛知県立高蔵寺高等学校から中京大学に進む。現役時代のポジションはウイング。
2007年、大学卒業後、愛知県立千種高等学校に保健体育教諭として赴任し、ラグビーの指導を始める。
2014年、愛知県立名古屋西高等学校に赴任。
2019年、第15回 KOBELCO CUP 全国高等学校合同チームラグビーフットボール大会でU17東海代表の監督を務め、カップ優勝を果たす。これが評価され、「2019年度ジャパンラグビー コーチングアワード」でフロンティア賞を受賞。
2022年度・2023年度に、U17日本代表の監督を務める。
2024年度・2025年度に、高校日本代表の監督を務める。